# Sentheim
Sentheim – miejscowość i gmina we Francji, w regionie Grand Est, w departamencie Górny Ren.
Według danych na rok 1990 gminę zamieszkiwały 1162 osoby, a gęstość zaludnienia wynosiła 188 osób/km² (wśród 903 gmin Alzacji Sentheim plasuje się na 233. miejscu pod względem liczby ludności, natomiast pod względem powierzchni na miejscu 423.).